# Strażnica WOP Pobiedna
Strażnica w Czerniawie-Zdroju/Pobiednej:
1. podstawowy pododdział graniczny Wojsk Ochrony Pogranicza.
2. graniczna jednostka organizacyjna polskiej straży granicznej realizująca zadania bezpośrednio w ochronie granicy państwowej.

## Formowanie i zmiany organizacyjne
Strażnica została sformowana w 1945 w strukturze 2 komendy odcinka Leśna jako 7 strażnica WOP (Bad-Schwarzbach) o stanie 56 żołnierzy. Kierownictwo strażnicy stanowili: komendant strażnicy, zastępca komendanta do spraw polityczno-wychowawczych i zastępca do spraw zwiadu. Strażnica składała się z dwóch drużyn strzeleckich, drużyny fizylierów, drużyny łączności i gospodarczej. Etat przewidywał także instruktora do tresury psów służbowych oraz instruktora sanitarnego. W 1947 została przeformowana na strażnicę II kategorii – 43 wojskowych.
Od 15 marca 1954 wprowadzono nową numerację strażnic, a strażnica WOP Pobiedna II kategorii otrzymała nr 9 w skali kraju. 
W 1956 rozpoczęto numerowanie strażnic na poziomie brygady. Strażnica II kategorii Pobiedna była 9. w 8 Brygadzie Wojsk Ochrony Pogranicza. W 1960, po kolejnej zmianie numeracji, strażnica posiadała numer 21 i zakwalifikowana była do kategorii III w 8 Łużyckiej Brygadzie WOP . W 1964 strażnica WOP nr 20 Pobiedna uzyskała status strażnicy lądowej, podlegała bezpośrednio dowództwu brygady i zaliczona została do III kategorii.
Po rozwiązaniu w 1991 Wojsk Ochrony Pogranicza, strażnica w Pobiednej weszła w podporządkowanie Łużyckiego Oddziału Straży Granicznej.

## Służba graniczna
Strażnice sąsiednie:
- 6 strażnica WOP Kammheuser  ⇔ 8 strażnica WOP Schwerta

## Komendanci/dowódcy strażnicy
| stopień | imię i nazwisko      | okres pełnienia służby | kolejne stanowisko |
| ------- | -------------------- | ---------------------- | ------------------ |
| ppor.   | Stanisław Aniszczuk  | był 10.1946.           |                    |
| por.    | Eugeniusz Nadolski   | 1947-?                 |                    |
| chor.   | Stefan Adamczyk      | ?-1952                 |                    |
| chor.   | Zygmunt Gajak        | 1952-?                 |                    |
| kpt.    | Marian Kosiarkiewicz | 1978-1981              |                    |
| mjr     | Wachowiak            |                        |                    |